# Băleni, Dâmbovița
Baleni là một xã thuộc hạt Dâmbovița, România. Dân số thời điểm năm 2002 là 8331 người.